# Al-An'am
Al-An'am (arabe : سُورَةُ ٱلْأَنْعَامِ, français : Le bétail, Les troupeaux ou Les bestiaux) est le nom traditionnellement donné à la 6e sourate du Coran, le livre sacré de l'islam. Elle comporte 165 versets. Rédigée en arabe comme l'ensemble de l'œuvre religieuse, elle fut proclamée, selon la tradition musulmane, durant la période mecquoise.

## Origine du nom
Bien que le titre ne fasse pas directement partie du texte coranique, la tradition musulmane a donné comme nom à cette sourate Le bétail, en référence aux diverses mentions effectuée (versets 136, 138, 139, 142, 143 et 144) dans la sourate tout autant que des coutumes des habitants de la Mecque.

## Historique
Il n'existe à ce jour pas de sources ou documents historiques permettant de s'assurer de l'ordre chronologique des sourates du Coran. Néanmoins selon une chronologie musulmane attribuée à Ǧaʿfar al-Ṣādiq (VIIIe siècle) et largement diffusée en 1924 sous l’autorité d’al-Azhar,, cette sourate occupe la 55e place. Elle aurait été proclamée pendant la période mecquoise, c'est-à-dire schématiquement durant la première partie de l'histoire de Mahomet avant de quitter La Mecque, bien que différents versets soient de l'époque médinoise. Contestée dès le XIXe par des recherches universitaires, cette chronologie a été revue par Nöldeke,, pour qui cette sourate est la 89e.
Un style uniforme caractérise cette sourate malgré l’existence de thématiques variées. À l’inverse, Bell la considère comme « très confuse » et suggère un travail rédactionnel de reprise du texte. Ce dernier point de vue est défendu par Reynolds qui défend l’assemblage d’unités originellement indépendantes. La répétition de certains thèmes illustrerait soit une sélection préalable d’éléments homogènes, soit une reprise substantielle du texte.
Pour Neuwirth, elle respecte un plan tripartite, conforme au rôle liturgique qu’elle attribue aux sourates mecquoises intermédiaires et tardives. Néanmoins, cette sourate montre des éléments associée à la Mecque, d’autres à Médine et d’autres encore, ne cadrant avec aucune des deux. Pour Reynolds, « il est simpliste, pour ne pas dire trompeur » de classer cette sourate uniquement parmi les mecquoises. Ce plan tripartite ne fait donc pas consensus. « Il est dès lors préférable de considérer que la sourate 6 est une œuvre composite qui rassemble des matériaux littéraires variés lesquels ont été édités ensemble ». Cette rédaction est visible dans la constance de la rime et de certaines tournures.

## Interprétations

### Versets 74-83: Abraham face à l’idolâtrie de son père
Azaiez souligne le parallélisme entre le discours attribué à Abraham et qu'aurait pu dire Mahomet (« la condition que ces controverses aient bien eu lieu en
Arabie selon la perspective communément présentée en Islam »). Le nom du père d'Abraham ne correspondant pas au nom biblique, Dye y voit une erreur de lecture. Il cite Bellamy qui lit "avec mépris" à la place du nom "Azar", thèse "plausible" pour Dye. Le nom Azar pourrait être une confusion avec le nom du serviteur d’Abraham, cité dans les targoums, la Septante et la Peshitta de Gn 15.2.
Ce passage présente l'observation des astres comme un chemin vers le monothéisme dans la tradition du Livre des Jubilés. Ce thème est bien connu dans la littérature judéo-chrétienne. Le thème de la confrontation d'Abraham avec l’idolâtrie de son peuple est récurrent dans la littérature juive comme dans les Antiquités judaïques de Flavius Josèphe. Pour Reynolds, ce récit se base sur le livre du Deutéronome (4.19). Le Coran s’inscrit ici dans une tradition liée à Abraham déjà présente dans des œuvres juives et chrétiennes.

Texte de la sourate (Coran datant de 1874)
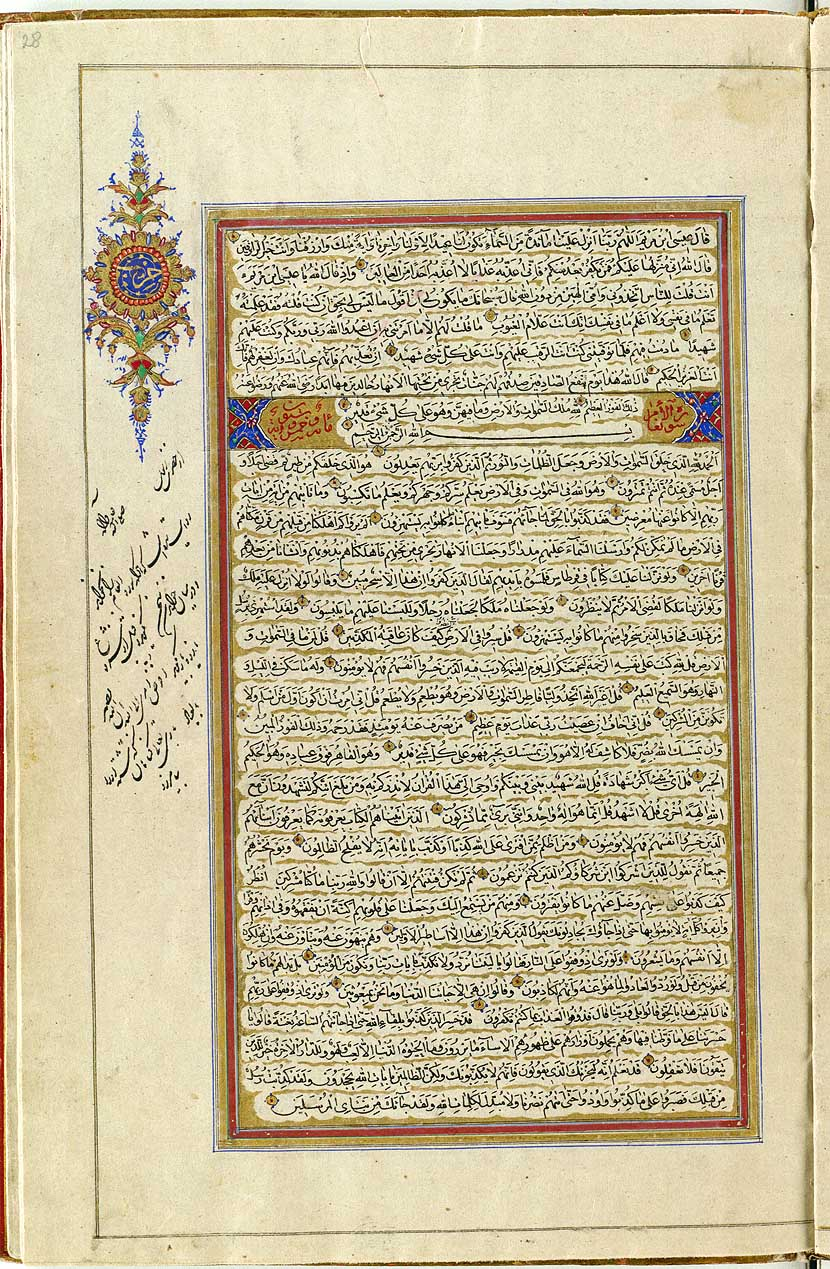
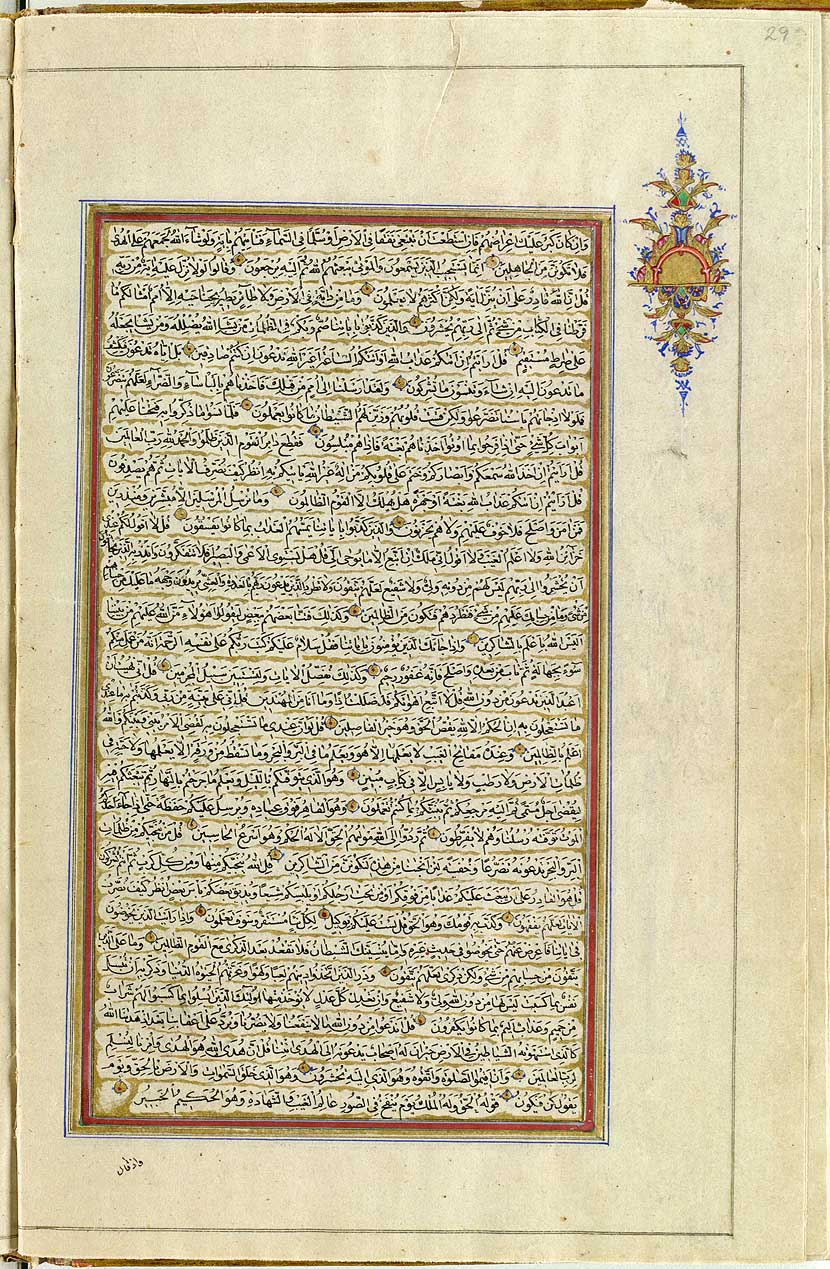
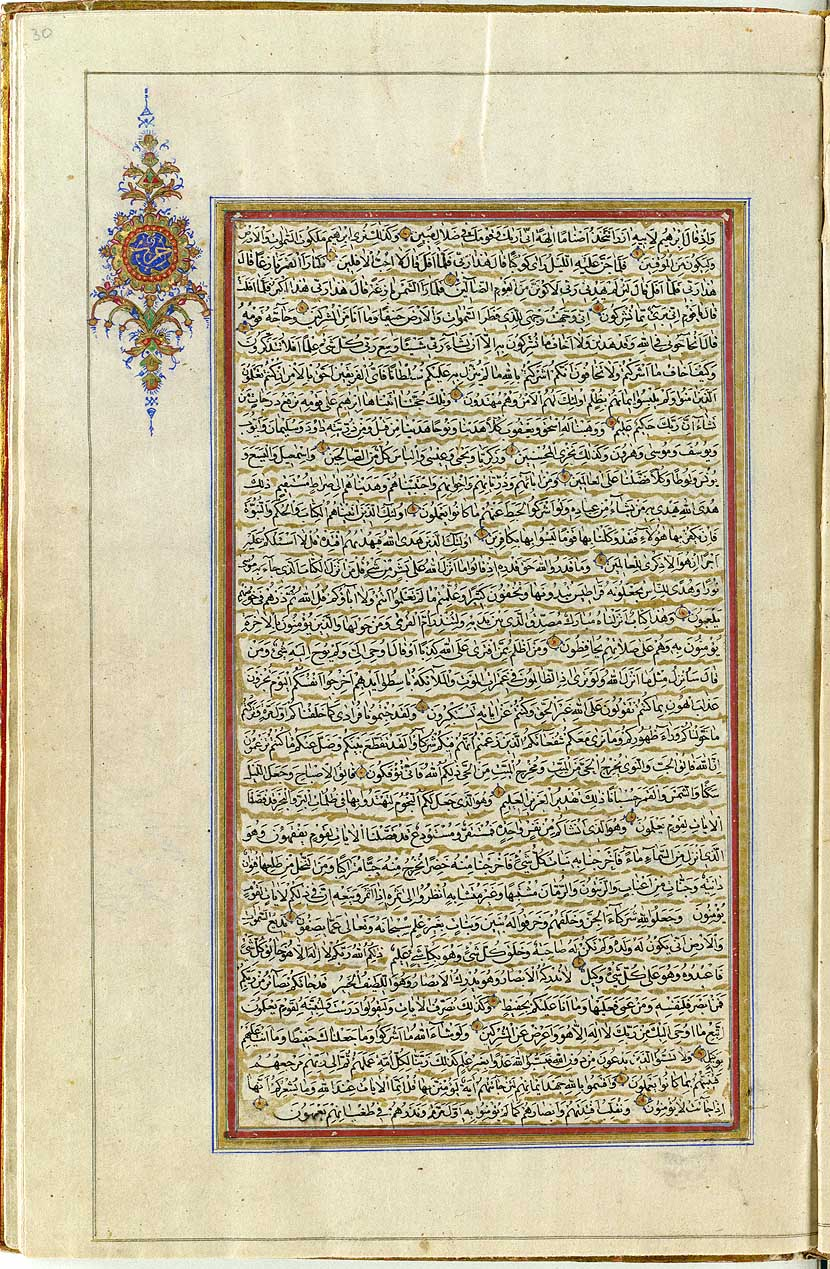
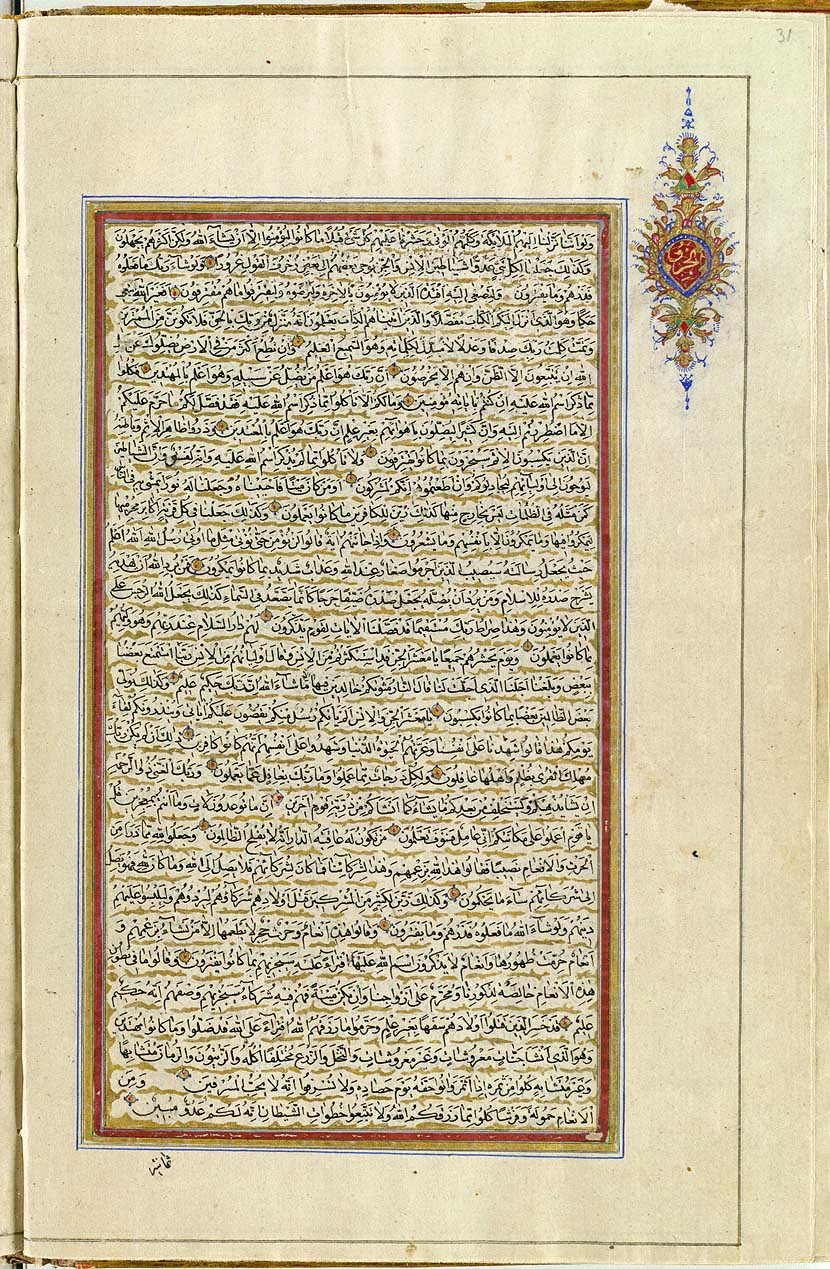
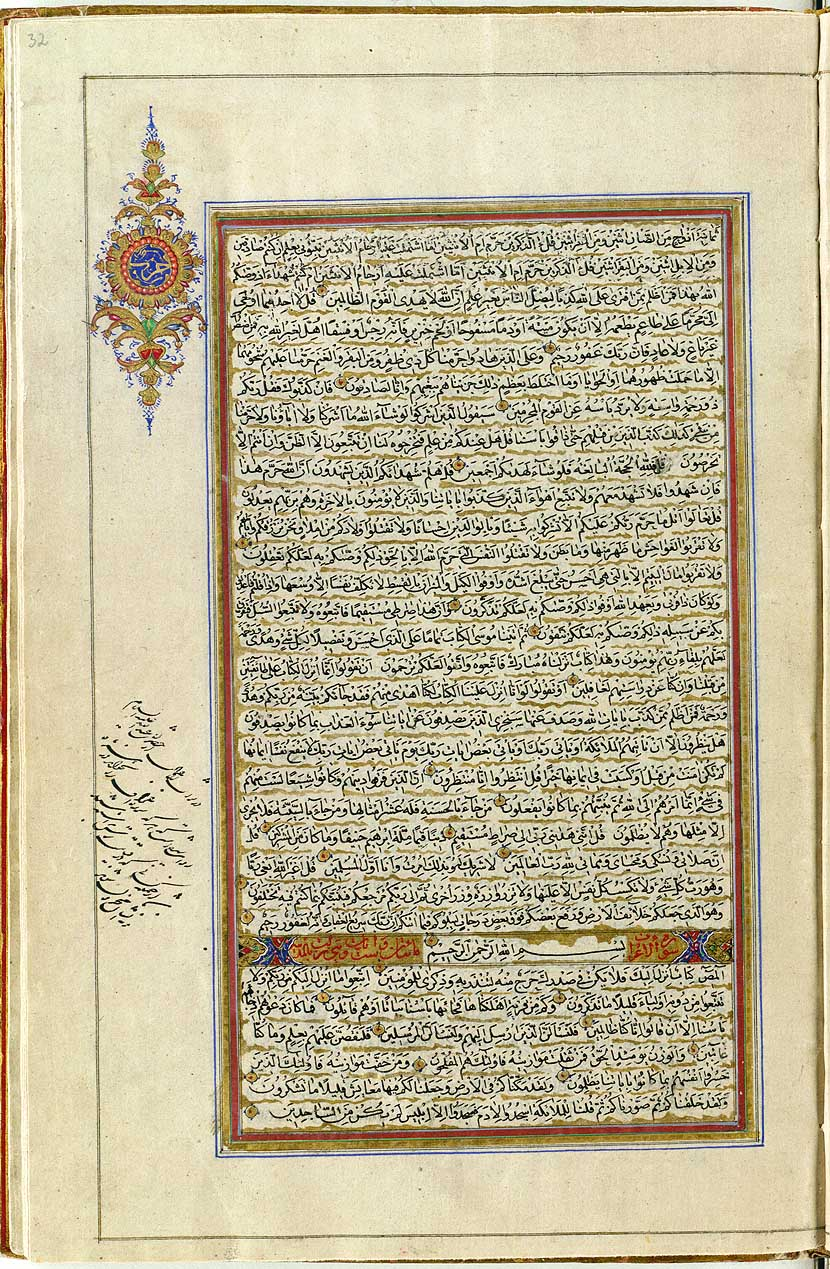